# Thuần Khôn

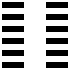
Đồ hình quẻ Thuần Khôn

Quẻ Thuần Khôn còn gọi là quẻ Khôn (坤 kūn), tức Đất là quẻ số 2 trong Kinh Dịch.
Đất mẹ, nhu thuận, 

sinh sản và nâng đỡ muôn vật,
- Nội quái là: ☷ (::: 坤 kūn) Khôn = (地) Đất
- Ngoại quái là: ☷ (::: 坤 kūn) Khôn = (地) Đất

Phục Hy ghi: Khôn nghĩa là thuận.
THOÁN TỪ Văn Vương viết: 

DỊCH: Quẻ Khôn có sức sáng tạo lớn lao (nguyên), thông suốt và thuận tiện (hanh), lợi ích thích đáng (lợi), ngay thẳng và có đức chính và bền của con ngựa cái. Người quân tử có dịp thi thố tài năng nhưng tự thủ xướng thì dễ bị lầm, để người khác thủ xướng mà mình theo sau thì được, chỉ mong có ích cho mọi người thì lợi. Yên lòng giữ đức bền, tốt.
Khôn, nguyên, hanh, lợi tẫn mã chi trinh. Quân tử hữu du vãng, tiên mê hậu đắc, chủ lợi. Tây Nam đắc bằng, Đông Bắc táng bằng. An trinh, cát. 坤,元,亨,利牝馬之貞。 君子有攸往,先迷後得,主利。 西南得朋,東北喪朋。安貞,吉。 
Khôn 坤 – đất, mẹ, đất mẹ. Tẫn mã 牝馬– con ngựa cái. Du 攸– thoáng ngang qua. Vãng 往– đi, đã qua. Tiên 先– trước, làm trước. Mê 迷 – lầm lạc. Hậu 後 – sau, nối dõi. Đắc 得– được. Chủ 主 – chủ nhân, chúa. Tây Nam 西南 – phương vị quẻ Khôn = hãy là chính mình. Đông Bắc 東北 – ngược hướng với phương vị quẻ Khôn = đối nghịch với bản tính của chính mình. Làm một việc không hợp với bản tính của mình thì khó thành công. Một cách hiểu khác: theo Hậu Thiên Bát Quái thì Đông Bắc là phương vị của quẻ Cấn 艮. Cấn là ngưng nghỉ là bằng lòng với cái mình có, không hợp với nhiệm vụ nặng nề và khí chất của Khôn là đảm lược. Bằng 朋 – bạn, cộng sự, đối tác; một loại tiền tệ thời cổ. Táng 喪– mất. An 安– yên bình.
CHIÊM: ♦ Quẻ này có 2 hào tốt (o), hai hào xấu (x). ♦ Bạn có người yêu hay vợ giỏi giang tốt nết. ♦ Mười một cái miệng, bạn là người đảm đang và tốt nết nuôi được mười một cái miệng ăn. ♦ Một ông quan ngồi trên đống tiền, tay hòm chìa khóa, tiến tài tiến lộ, thành công về công danh và kinh doanh, tiền bạc được quản lý chặt chẽ. ♦ Một vị thần mặc giáp vàng ngồi trên đài cao giao giao bằng sắc cho một ông quan, công lao của bạn thật to lớn, được tôn vinh và ca ngợi. ♦ Không làm điều gì không có mục đích hoặc không có lý do. ♦ Làm giùm người khác là tốt. ♦ Quẻ tháng mười. Tốt về mùa đông và xuân và xấu về mùa hạ. ♦ Đây là một trong 8 quẻ bát thuần, bệnh nhân đau nặng sẽ phục hồi nhưng phải lâu.
HÌNH: sinh sản và nâng đỡ muôn vật. 生再萬物. Sinh tái vạn vật.
TƯỢNG: Vua xướng tôi họa, vua tôi hòa hợp. 君倡臣和. Quân xướng thần họa.
KHÍ CHẤT: Đảm lược.
DÁNG: Con trâu.
HÀO TỪ Chu Công viết:

1- Đạp lên sương thì biết băng dày sắp đến. (x) 

Sơ lục: Lý sương, kiên băng chí. 初六。履霜,堅冰至。Lý 履 – dẫm, đạp, đi theo; giày đóng bằng da. Sương 霜– hơi nước đọng lại thành giọt. Kiên 堅– vững lòng, không lo sợ. Băng 冰– nước đá. Chí 至– đến.
Nhà nào tích lũy điều lành thì tất có thừa phúc để đến đời sau. Nhà nào tích lũy việc chẳng lành tất có thừa tai vạ để đến đời sau.
2- Âm Đức thẳng, vuông, lớn thì cho dù thiếu học vấn cũng không bị bất lợi. (o)

Lục nhị: Trực phương đại, bất tập vô bất lợi. 六二。直方大,不習旡不利。

Trực 直 – thẳng, thẳng thắn, chính trực. Phương 方– vuông vức, đạo đức. Đại 大– lớn. Tập 習– làm đi làm lại nhiều lần cho quen, rèn luyện. Vô bất lợi 旡不利 – chẳng có gì là không lợi cả.
Văn ngôn giảng thêm: Người quân tử ngay thẳng ở trong lòng thì phải có đức kính, phải có đức nghĩa. Có hai đức kính và đức nghĩa đó sẽ không bị cô lập.
3- Ngậm chứa đức tốt không để lộ ra nên giữ vững được, cũng theo người trên mà làm việc nước, không mong công trạng thì sau cũng có kết quả.

Lục tam: Hàm chương khả trinh, hoặc tòng vương sự, vô thành, hữu chung. 六三。含章可貞,或從王事,旡成,有終。 

Hàm 含– ngậm trong miệng. Chương 章– văn chương, chương trình, tấu chương. Khả trinh 可貞– có thể giữ bền được. Hoặc tòng 或從 – đi theo cũng được, không theo cũng chẳng sao. Vương sự 王事 – việc nước, việc quốc gia. Vô thành 旡成 – Không có thành tích, không có công trạng. Hữu chung 有終 – đi đến cùng, có kết quả.
Văn ngôn bàn thêm: Ngậm chứa đức tốt, theo người trên làm việc mà không dám chiếm lấy sự thành công, đó là đạo của đất, của vợ, của bề tôi (địa đạo, thê đạo, thần đạo). Đó là cách cư xử của người dưới đối với người trên.
4- Kín đáo giữ gìn như cái túi thắt miệng lại thì khỏi tội lỗi mà cũng không danh dự.

Lục tứ: Quát nang, vô cữu, vô dự. 六四。括囊,旡咎,旡譽。Quát 括 - Bó lại, buộc lại. Nang 囊 – Cái túi. Cữu 咎– lỗi, xấu. Dự 譽– khen, đáng khen, vinh dự, danh dự.
Văn ngôn cho hào này có cái tượng "âm cự tuyệt dương", lúc đó hiền nhân nên ở ẩn, rất thận trọng thì không bị tai họa. Có địa vị đại thần, tài thấp mà địa vị cao nên phải thận trọng thì mới khỏi tội lỗi, an thân mặc dầu không có danh dự gì.
5- Như cái xiêm màu vàng, lớn, rất tốt. (o)

Lục ngũ: Hoàng thường, nguyên cát. 六五。黃裳,元吉。

Hoàng 黃 – màu vàng. Thường 裳 – xiêm, váy, quần.
Chu Hy giải thích rằng: Vàng là màu trung chính, xiêm là đồ mặc ở phía dưới. Hào lục ngũ là thể âm, ở ngôi tôn, cái đức trung thuận đầy ở trong mà hiện ra ngoài, cho nên tượng nó như thế, mà chiêm của nó là điều lành của bậc đại thiện.
Dịch tuy coi Khôn không quý bằng Càn, nhưng có lúc coi trọng đức khiêm nhu, mà dịch cho là đức của người văn minh. Tinh thần đó là tinh thần hiếu hòa, trọng văn hơn võ. Chu Công cho hào 5 quẻ Càn là đại quý (phi long tại thiên) nhưng chỉ bảo: lợi kiến đại nhân; hào 5 quẻ Khôn thì khen là nguyên cát hào tốt nhất trong kinh dịch, là có nghĩa vậy.
Chồng nghe theo vợ, cha nghe theo con.
6- Rồng đánh nhau ở đồng nội, đổ máu đen máu vàng.(x) 

Thượng lục: Long chiến vu dã, kỳ huyết huyền hoàng. 上六。龍戰于野,其血玄黃。

Chiến 戰 – đánh nhau. Vu 于- ở, đến. Dã 野 – cánh đồng. Huyết 血– máu. Huyền 玄– màu đen.
Quản lý chặt chẽ đã lên đến tận cùng rồi. Chặt chẽ nữa chỉ có hỏng việc.
7- Phải lâu dài, chính và bền thì lợi.

Dụng lục: Lợi vĩnh trinh. 用六。利永貞。

Vĩnh 永– lâu dài, mãi mãi, vĩnh viễn.
Thuyết của Tiên Nho: Sáu hào âm biến thành sáu hào dương, tức thuần Khôn biến thành thuần Càn, như một người nhu nhược biến thành người cương cường, cho nên bảo là: Nên lâu dài, chính và bền.
Thuyết của Cao Hanh: hỏi về việc cát hay hung lâu dài, mà được "hào" này thì lợi.
Ăn ở cùng nhau như vợ chồng.
Khổng Tử:
- Trong Soán truyện:

Chí tai Khôn Nguyên, vạn vật tư sinh, nãi thuận thừa thiên.

Khôn hậu tải vật, đức hợp vô cương, hàm hoàng quang đại, phẩm vật hàm hanh.

Tấn mã địa loại, hành địa vô cương, nhu thuận lỵ trinh.

Quân tử du hành, tiên mê thất đạo, hậu thuận đắc thường, tây nam đắc bằng, nãi dự loại hành, đông bắc táng bằng, nải chung hữu khánh.

An trinh chi cát, ứng địa vô cương.
- Đại tượng truyện:

Khôn mang trọng trách của đất, người quân tử lấy đức dày để nâng đỡ vạn vật.

Địa thế khôn, quân tử dĩ hậu đức tải vật. 象曰:地勢坤,君子以厚德載 物.

Địa 地– đất, địa vị, vị thế. Thế 勢 – thế lực, ảnh hưởng, vai trò. Hậu 厚– dày. Đức 德 – đức, thiện nghệ, năng lực của bản thân. Tải 載 – chở. Vật 物 – muôn loài, động vật, thực vật.
Giải nghĩa: Thuận dã. Nhu thuận. Thuận tòng, mềm dẻo, theo đường mà được lợi, hòa theo lẽ, chịu lấy. Nguyên hanh lợi trinh chi tượng.

## Khái niệm chủ yếu
- "Nhất triêu nhất tịch" (Một sáng, một chiều): Kinh Dịch, Quẻ Khôn, Văn ngôn (坤・文言) có viết: Thần thí kỳ quân, tử thí kỳ phụ, phi nhất triêu nhất tịch chi cố (臣弒其 君、子弒其父、非一朝一夕之故), nghĩa là "Tôi giết vua, con giết cha, không phải do ở cái cớ một sáng một chiều vậy".